# Le Bourguet
Pour les articles homonymes, voir Bourguet.
Cet article possède un paronyme, voir Le Bourget.
Le Bourguet est une commune française située dans le département du Var en région Provence-Alpes-Côte d'Azur.

## Géographie

### Localisation
Le Bourguet est une commune française située dans le département du Var, en région Provence-Alpes-Côte d'Azur.
Elle est située à (11 km) de Castellane et de Comps-sur-Artuby.

### Géologie et relief
Le Bourguet est une des 46 communes adhérentes du parc naturel régional du Verdon.
Le périmètre de protection autour de la réserve naturelle géologique de Haute-Provence a été étendu au territoire des communes de Bargème, Le Bourguet, Châteauvieux, Comps-sur-Artuby, La Martre et Trigance (Var).

### Hydrographie et eaux souterraines
Cours d'eau sur la commune ou à son aval (rivière, ruisseau, canal...) :
- rivière le Jabron[4] ;
- ravins du Riu, de la Doux, de Robion, de Maurin, des Fonduas, de Tra la Grau ;
- torrent d'Éoulx ;
- vallons du Bourguet, de la Tuilière, de Sainte-Anne, de Marquiau, de Jouanet, des Fourches, de Sainte-Sile, de la Gourre, de Chipriré, de Pelot, de Malherbe, du Lavandou.

### Climat
Pour des articles plus généraux, voir Climat de Provence-Alpes-Côte d'Azur et Climat du Var.
En 2010, le climat de la commune est de type climat méditerranéen altéré, selon une étude du Centre national de la recherche scientifique s'appuyant sur une série de données couvrant la période 1971-2000. En 2020, Météo-France publie une typologie des climats de la France métropolitaine dans laquelle la commune est dans une zone de transition entre le climat de montagne et le climat méditerranéen et est dans une zone de transition entre les régions climatiques « Var, Alpes-Maritimes  » et « Alpes du sud ». 
Pour la période 1971-2000, la température annuelle moyenne est de 10,1 °C, avec une amplitude thermique annuelle de 15,9 °C. Le cumul annuel moyen de précipitations est de 959 mm, avec 6,3 jours de précipitations en janvier et 4,4 jours en juillet. Pour la période 1991-2020, la température moyenne annuelle observée sur la station météorologique de Météo-France la plus proche, « Castellane », sur la commune de Castellane à 7 km à vol d'oiseau, est de 10,5 °C et le cumul annuel moyen de précipitations est de 999,7 mm. 
La température maximale relevée sur cette station est de 40,8 °C, atteinte le 28 juin 2019 ; la température minimale est de −20,5 °C, atteinte le 10 janvier 1985,,. 
Les paramètres climatiques de la commune ont été estimés pour le milieu du siècle (2041-2070) selon différents scénarios d'émission de gaz à effet de serre à partir des nouvelles projections climatiques de référence DRIAS-2020. Ils sont consultables sur un site dédié publié par Météo-France en novembre 2022.

### Voies de communications et transports

#### Voies routières
Commune desservie par la route départementale CD 52.

#### Transports en commun
- Transport en Provence-Alpes-Côte d'Azur

La commune est desservie par plusieurs lignes de transport en commun. Les collectivités territoriales ont mis en œuvre un « service de transports à la demande » (TAD), réseau régional Zou !
Les lignes interurbaines :
Lignes de transports Zou !. La Région Sud est la collectivité compétente en matière de transports non urbains, en application de la loi NOTRe (Nouvelle Organisation Territoriale de la République).

#### Transports aériens
Aéroports les plus proches :
- Aéroport de Nice-Côte d'Azur,
- Aéroport de Cannes - Mandelieu.

### Communes limitrophes
Les communes limitrophes du Bourguet :

### Sismicité
Il existe trois zones de sismicité dans le Var : 
- zone 0 : risque négligeable. C'est le cas de bon nombre de communes du littoral varois, ainsi que d'une partie des communes du centre Var. Malgré tout, ces communes ne sont pas à l'abri d'un effet tsunami, lié à un séisme en mer ;
- zone Ia : risque très faible. Concerne essentiellement les communes comprises dans une bande allant de la Montagne Sainte-Victoire au Massif de l'Esterel ;
- zone Ib : risque faible. Ce risque le plus élevé du département, qui n'est pas le plus haut de l'évaluation nationale, concerne vingt et une communes du nord du département.

La commune du Bourguet est en zone sismique de faible risque Ib.

## Toponymie
Au Moyen Âge, le village était appelé Saint-Pierre de Bagary, avant que le nom du saint (qui était celui de l'église) soit abandonné.
Le Bourguet s'écrit Lo Borguet en provençal de norme classique et Lou Bourguet dans la norme mistralienne[réf. nécessaire].

## Histoire
Raymond de Reillanne, chevalier, fut seigneur du Bourguet en 1297[réf. nécessaire].
Jusqu’en 1540, le Bourguet est appelé Bagarris ou Saint-Pierre-de-Bagary.
En 1342, la communauté du Bourguet est rattachée à la viguerie de Castellane (actuel département des Alpes-de-Haute-Provence) par le comte de Provence.
La communauté est complètement anéantie par la crise des XIVe et XVe siècles : la peste noire et la guerre de Cent Ans font des ravages des années 1350 à 1450 et découragent toute installation. Ce n'est qu'en 1460 que deux frères s'y installent avec leurs familles, après avoir demandé l'autorisation du seigneur. Une troisième famille les rejoint dans la décennie suivante, ce qui porte les effectifs de la communauté à trois feux lors du dénombrement de 1471. Elle continue de prospérer ensuite : en 1540, 23 maisons sont occupées.

## Politique et administration

### Liste des maires
| Période                                  | Période   | Identité       | Étiquette | Qualité                                      |
| ---------------------------------------- | --------- | -------------- | --------- | -------------------------------------------- |
| Les données manquantes sont à compléter. |           |                |           |                                              |
| 1925                                     | 1952      | Marius Collomp | SFIO      | Négociant et cultivateur Décédé en fonctions |
| 1952                                     | 1977      | Rosin Cauvin   | SFIO-PS   | Cultivateur                                  |
| mars 2001                                | mars 2008 | Pierre Longo   |           |                                              |
| mars 2008                                | 2020      | Daniel Rouvier | DVD       | Retraité                                     |
| 2020                                     | En cours  | Jean-Paul Roux |           | Ancien cadre                                 |

### Budget et fiscalité 2019
En 2019, le budget de la commune était constitué ainsi :
- total des produits de fonctionnement : 197 000 €, soit 6 359 € par habitant ;
- total des charges de fonctionnement : 136 000 €, soit 4 393 € par habitant ;
- total des ressources d’investissement : 237 000 €, soit 7 646 € par habitant ;
- total des emplois d’investissement : 188 000 €, soit 6 078 € par habitant ;
- endettement : 3 000 €, soit 87 € par habitant.

Avec les taux de fiscalité suivants :
- taxe d’habitation : 7,72 % ;
- taxe foncière sur les propriétés bâties : 0,95 % ;
- taxe foncière sur les propriétés non bâties : 30,58 % ;
- taxe additionnelle à la taxe foncière sur les propriétés non bâties : 0,00 % ;
- cotisation foncière des entreprises : 0,00 %.

Chiffres clés revenus et pauvreté des ménages en 2017.

## Urbanisme

### Typologie
Au 1er janvier 2024, Le Bourguet est catégorisée commune rurale à habitat très dispersé, selon la nouvelle grille communale de densité à sept niveaux définie par l'Insee en 2022.
Elle est située hors unité urbaine et hors attraction des villes,.

#### Schéma de cohérence territoriale(SCoT)
- Un projet de périmètre de schéma de cohérence territoriale (SCOT) Var Ouest concernant Sillans, Salernes, Villecroze, Tourtour, Aups, Moissac, Régusse, Artignosc, Bauduen[24] avait été envisagé mais n'a pas eu de suite, du fait du rattachement à la  communauté d'agglomération dracénoise CAD de Saint-Antonin-du-Var, Salernes et Sillans-la-Cascade. Puis un nouveau projet avait été imaginé concernant le Verdon Var Ouest[25].
- Mais, à l'issue de son élargissement à seize communes, dont quinze situées en zone montagne (sauf Villecroze), et de l'abandon du projet de 2012, la communauté de communes Lacs et Gorges du Verdon a décidé d'engager la procédure d'élaboration d'un schéma de cohérence territoriale (SCoT) des Lacs et Gorges du Verdon[26] qui définira des projets communs à l'échelle d'un territoire prenant en compte les bassins de vie.

Après l'officialisation  du périmètre du SCoT par le préfet du Var, la première phase sera d’établir un diagnostic territorial,.

### Occupation des sols
L'occupation des sols de la commune, telle qu'elle ressort de la base de données européenne d’occupation biophysique des sols Corine Land Cover (CLC), est marquée par l'importance des forêts et milieux semi-naturels (94 % en 2018), une proportion identique à celle de 1990 (94 %). La répartition détaillée en 2018 est la suivante : 
forêts (64,9 %), milieux à végétation arbustive et/ou herbacée (17,8 %), espaces ouverts, sans ou avec peu de végétation (11,3 %), prairies (3 %), zones agricoles hétérogènes (3 %). L'évolution de l’occupation des sols de la commune et de ses infrastructures peut être observée sur les différentes représentations cartographiques du territoire : la carte de Cassini (XVIIIe siècle), la carte d'état-major (1820-1866) et les cartes ou photos aériennes de l'IGN pour la période actuelle (1950 à aujourd'hui).

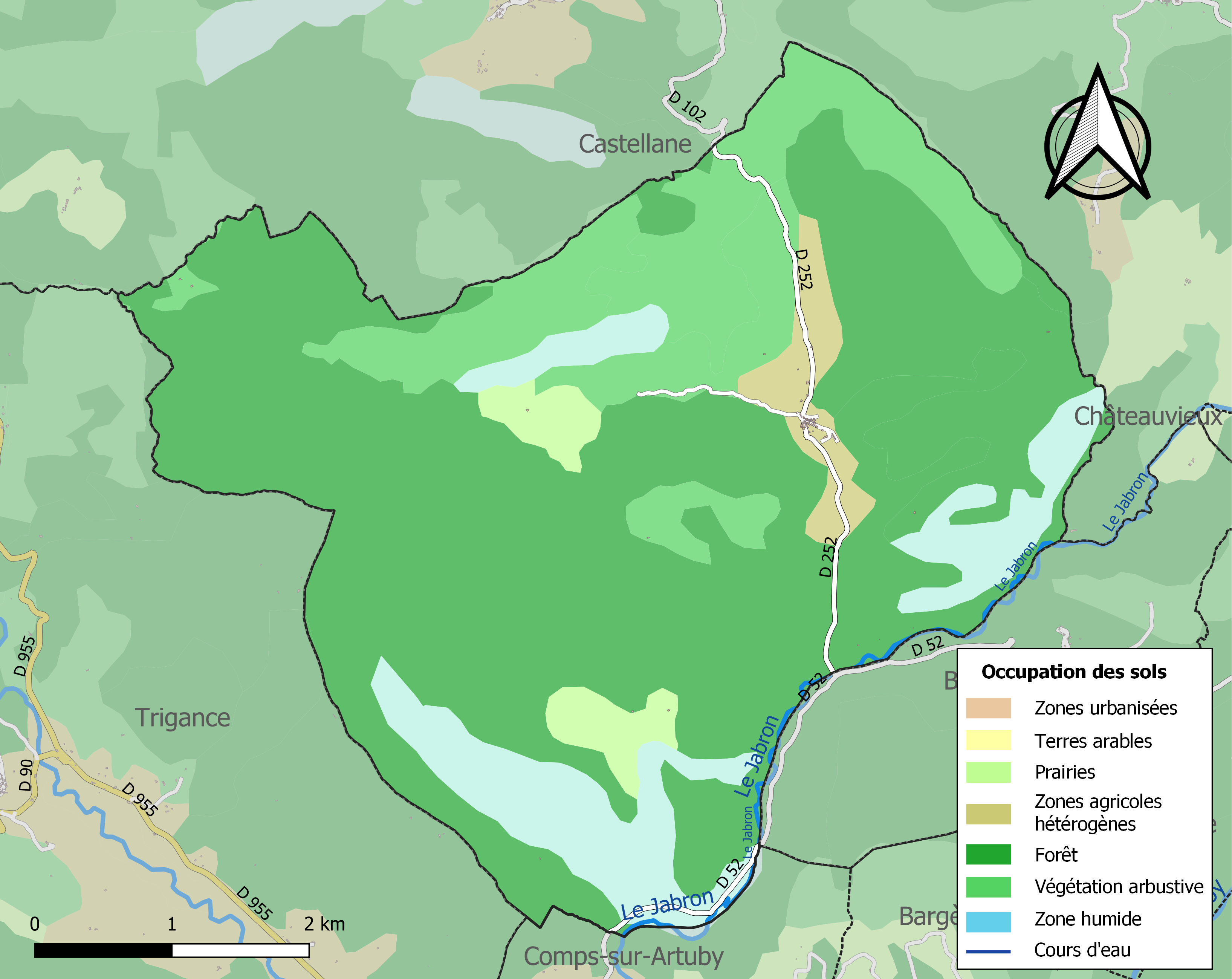
Carte des infrastructures et de l'occupation des sols de la commune en 2018 (CLC).

### Intercommunalité
La communauté de communes Lacs et Gorges du haut-Verdon (CCLGV) constituée initialement de onze communes (Aiguines ; Artignosc-sur-Verdon ; Aups ; Baudinard-sur-Verdon ; Bauduen ; Moissac-Bellevue ; Les Salles-sur-Verdon ; Régusse ; Tourtour ; Vérignon ; Villecroze) comprend désormais seize communes après intégration de cinq communes supplémentaires au 1er janvier 2017 : Trigance, Le Bourguet, Brenon, Châteauvieux et La Martre,.
La communauté de communes « Lacs et Gorges du haut-Verdon (LGV) » constituée initialement de 11 communes (Aiguines ; Artignosc-sur-Verdon ; Aups ; Baudinard-sur-Verdon ; Bauduen ; Moissac-Bellevue ; Les Salles-sur-Verdon ; Régusse ; Tourtour ; Vérignon ; Villecroze) comprend désormais seize communes après intégration de cinq communes supplémentaires au 1er janvier 2017 : Trigance, Le Bourguet, Brenon, Châteauvieux et La Martre,.
Son président en exercice est Rolland Balbis (maire de Villecroze). Ont été élus vice-présidents : 
- Mme Raymonde Carletti (maire de La Martre) 1er vice président : Administration Générale et Finances ;
- M. Antoine Faure (maire d'Aups) 2e vice président : Aménagement du Territoire (SCOT) et transition ;
- M. Charles-Antoine Mordelet 3e vice président (maire d'Aiguines) : Tourisme et Itinérance ;
- M. Fabien Brieugne 4e vice président (maire de Tourtour) : Agriculture, Fibre et numérique, Développement éco ;
- M. Pierre Constant 5e vice président (commune de Villecroze)[37] ;
- M. Serge Constans 6e vice président (Maire d'Artignosc-sur-Verdon).

La Communauté de communes Lacs et Gorges du Verdon compte désormais 34 représentants et douze suppléants pour seize communes membres.

## Population et société

### Démographie

#### Évolution démographique
| Population sous l’Ancien Régime, |      |      |      |      |
| Date                             | 1304 | 1315 | 1471 | 1540 |
| Population en feux               | 44   | 50   | 3    | 23   |

En 2022, la commune comptait 47 habitants.
| 1793 | 1800 | 1806 | 1821 | 1831 | 1836 | 1841 | 1846 | 1851 |
| ---- | ---- | ---- | ---- | ---- | ---- | ---- | ---- | ---- |
| 173  | 160  | 188  | 164  | 165  | 168  | 165  | 169  | 150  |

| 1856 | 1861 | 1866 | 1872 | 1876 | 1881 | 1886 | 1891 | 1896 |
| ---- | ---- | ---- | ---- | ---- | ---- | ---- | ---- | ---- |
| 161  | 142  | 140  | 140  | 146  | 154  | 149  | 139  | 151  |

| 1901 | 1906 | 1911 | 1921 | 1926 | 1931 | 1936 | 1946 | 1954 |
| ---- | ---- | ---- | ---- | ---- | ---- | ---- | ---- | ---- |
| 121  | 118  | 124  | 78   | 56   | 50   | 53   | 40   | 40   |

| 1962 | 1968 | 1975 | 1982 | 1990 | 1999 | 2004 | 2006 | 2009 |
| ---- | ---- | ---- | ---- | ---- | ---- | ---- | ---- | ---- |
| 37   | 31   | 20   | 23   | 20   | 22   | 22   | 23   | 25   |

| 2014 | 2019 | 2022 | - | - | - | - | - | - |
| ---- | ---- | ---- | - | - | - | - | - | - |
| 29   | 41   | 47   | - | - | - | - | - | - |

### Enseignement
Établissements d'enseignements, Académie de Nice :
- Écoles maternelles et primaires à Trigance et Comps-sur-Artuby,
- Collège à Castellane,
- Lycées à Draguignan.

### Santé
Professionnels et établissements de santé proches de Le Bourguet* 
- Médecins à Castellane, Comps-sur-Artuby,
- Pharmacies à Castellane, Bargemon,
- La communauté de communes dispose désormais, à Aups, d'une Maison de santé pluriprofessionnelle (Médecine générale, Médecine spécialisée, Paramédical, Soins infirmiers), et intégrant également un lieu ressource "Social et solidaire"[43]  intégrant un lieu ressource "Social et solidaire".
- L'hôpital le plus proche est le Centre hospitalier de la Dracénie et se trouve à Draguignan, à 43 km[44],[45]. Il dispose d'équipes médicales dans la plupart des disciplines[46] : pôles médico-technique ; santé mentale ; cancérologie ; gériatrie ; femme-mère-enfant ; médecine-urgences ; interventionnel.
- Le Centre hospitalier de Digne-les-Bains est à 69 km[47].

### Cultes
- Culte catholique, paroisse Notre-Dame de l'Assomption du Bourguet, diocèse de Fréjus-Toulon[48].

## Économie

### Entreprises et commerces

#### Agriculture
- Élevage ovin.

#### Tourisme
- Hôtel-restaurant L'Auberge.
- Hôtels et restaurants à Trigance.

#### Commerces
- Auberge communale[49].

## Culture locale et patrimoine

### Lieux et monuments
Patrimoine religieux :
- Église paroissiale Notre-Dame-de-l'Assomption[50], fin du XIXe siècle.
- Chapelle du château de Valcros, « Vallée-de-la-Croix »[51].
- Plaque commémorative[52].
- Chapelle Sainte-Anne, XIIe siècle, inscrite aux monuments historiques[53].

Patrimoine civil :
- Inscriptions, gravures rupestres[54].
- Château templier de Valcros, XIIIe siècle[55].
- Oppidum (habitat fortifié) du Rouissassaou.
- Château du Bourguet, dans le village, actuelle auberge[56].
- Ruines féodales sur le rocher de la Forteresse[57].
- Ruines du bourg castral de Bagarry, habité du XIe au XVIe siècle[58].
- Le "pont de l'Evescat"[59],[60],[61].

### Héraldique
| Blason du Bourguet | Les armes du Bourguet se blasonnent : De gueules au bourg d'argent, au chef d'or chargé d'un perroquet de sinople, becqué et membré de gueules Armes parlantes. |